# Журнал боевых действий

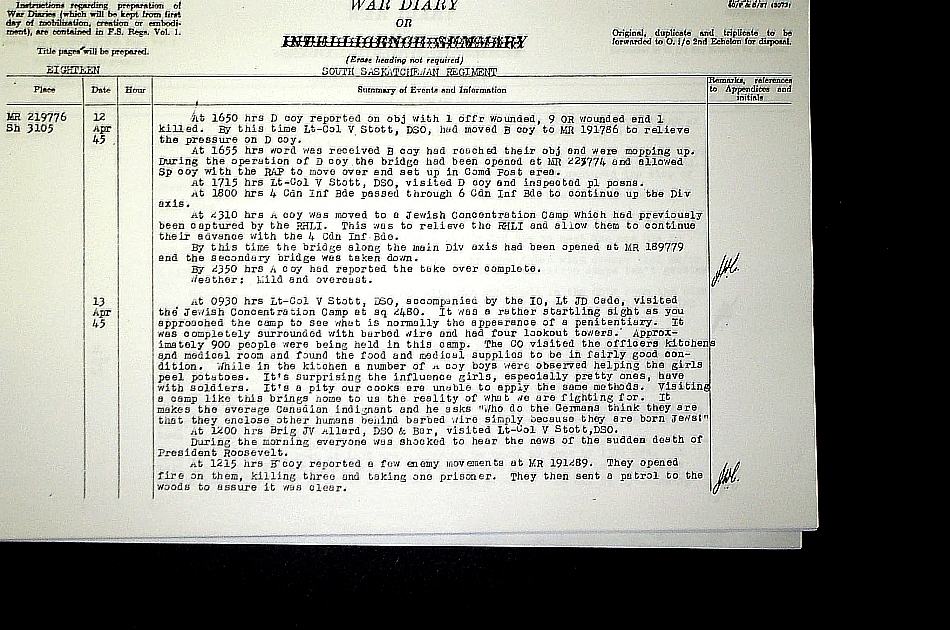
Страница журнала боевых действий Южно-Саскачеванского полка канадской армии за 12-13 апреля 1945 года

Журнал боевых действий — отчётно-информационный документ, входит в состав боевых документов.
При составлении (ведении) журнала боевых действий соблюдаются правила, предусмотренные уставами и наставлениями.
Ведётся в штабе объединения, соединения, воинской части, а также на кораблях 1, 2 и 3 ранга в течение всего времени нахождения в составе действующей армии или флота. В журнал боевых действий ежедневно заносятся сведения о подготовке и ходе боевых действий.

Исторический формуляр ведется в мирное время. В военное время при убытии воинской части на фронт исторический формуляр сдается на временное хранение в штаб округа, отдельной армии по месту дислокации, а вместо исторического формуляра ведётся журнал боевых действий, выписки из которого при переходе на мирное время заносятся в исторический формуляр. Воинские части, не входящие в состав действующей армии, продолжают ведение исторического формуляра и в военное время.

Соединения, воинские части войск противовоздушной обороны, выполняющие боевые задачи за пределами тыловой границы фронтов, ведут журнал боевых действий, выписки из которого по наиболее важным событиям вносят ежемесячно в исторический формуляр, ведение которого не прекращают.— Приказ Министра обороны Российской Федерации № 170 от 23 мая 1999 года
Ранее в Вооружённых силах России имперского периода существовали Журналы военных действий (Журнал о военных действиях) формирования.